# Babberich
Babberich est un village situé dans la commune néerlandaise de Zevenaar, dans la province de Gueldre. Le 1er janvier 2007, le village comptait 2 260 habitants.